# Jean-Baptiste Théodore Duval
Pour les articles homonymes, voir Duval et Monseigneur Duval.
Jean-Baptiste Théodore Duval, né au Havre le 6 juin 1824, mort à Soissons le 22 août 1897, est un évêque catholique français, évêque de Soissons de 1889 à sa mort.

## Biographie
Théodore Duval suit des études à l’Institution ecclésiastique d’Yvetot. Il entre en 1844 au grand séminaire de Rouen. Il est ordonné prêtre pour le diocèse de Rouen en 1849. 

### Professeur de philosophie, curé, archiprêtre
Il est professeur de philosophie de 1849 à 1864, à l’Institution ecclésiastique d’Yvetot. Vicaire à Saint-Godard de Rouen, il est ensuite curé de Gaillefontaine en 1866, puis curé-doyen d'Aumale en 1867.
Le P. Théodore Duval est nommé archiprêtre de la cathédrale Notre-Dame du Havre en 1873, et le reste jusqu'en 1890. Il reçoit en plus le titre de chanoine honoraire en 1874, et celui de vicaire général honoraire en 1887.

### Évêque de Soissons
Il est nommé évêque de Soissons et Laon par décret présidentiel du 28 août 1889, confirmé par le pape Léon XIII le 30 décembre suivant. C'est par procuration qu'il prend possession du diocèse, le 23 février 1890. Il reçoit l'ordination épiscopale le lendemain 24 février 1890, à Rouen, par Mgr Thomas,. Henri T. de Morembert souligne que c'est un homme d'étude qui est mis à la tête du diocèse, à une époque difficile pour l'Église de France.
Le nouvel évêque arrive à Soissons le 19 mars, et inaugure son épiscopat en parcourant son diocèse. Il fait restaurer la cathédrale de Soissons, reconstruire et agrandir des églises, et s'occupe particulièrement d'institutions comme l'institution Saint-Médard pour les sourds, muets et aveugles. Il rétablit la célébration de l'adoration perpétuelle, et promulgue un nouveau catéchisme diocésain.
À la demande du cardinal Benoît Langénieux, il préside l'ouverture des fêtes à Reims commémorant le baptême de Clovis. Il reste évêque jusqu'à sa mort en 1897. 

## Héraldique

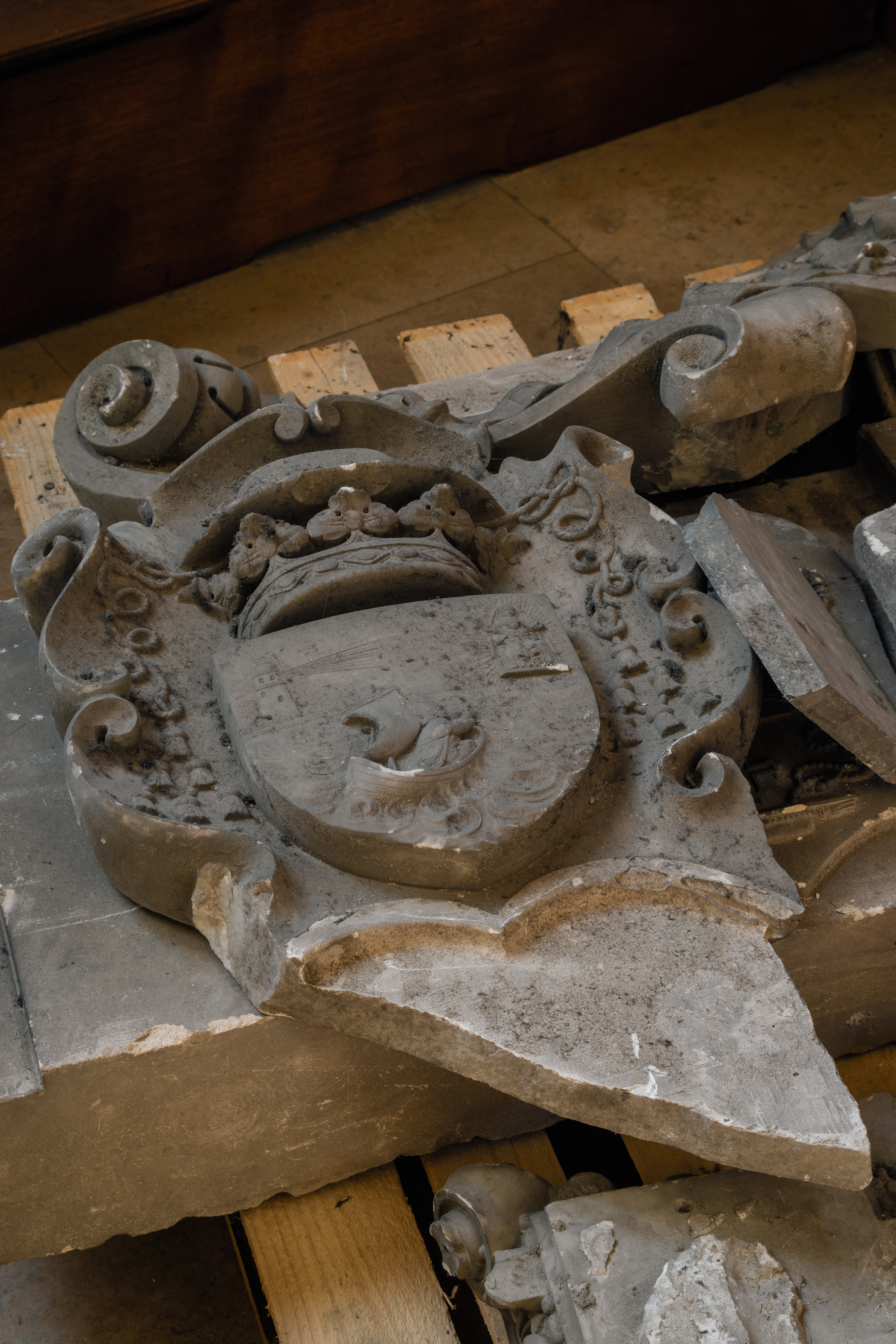

Armes : D’azur à la barque d’or voguant sur une mer d’argent, partant d’un phare lumineux du  même (symbolisant le Havre de Grâce c’est-à-dire Le Havre)  et se dirigeant vers l’effigie de Notre-Dame de Liesse (Vierge honorée au diocèse de Soissons et à laquelle est consacrée une basilique située à Liesse-Notre-Dame) d’argent, placée au canton senestre. Dans la barque un évêque, revêtu de ses ornements pontificaux, au naturel, implore Marie. 
Devise : Per Gratiam ad Lætitiam (jeu de mots sur sa ville de naissance et le pèlerinage de son diocèse).

## Sources bibliographiques
- T. de Morembert, « Duval (Jean-Baptiste-Théodore) » dans Dictionnaire de biographie française, vol. 12, Paris, 1970 [détail des éditions] , col. 975-976.
- « Duval (Mgr Baptiste-Théodore) », dans Gustave Vapereau, Dictionnaire universel des contemporains, 6e édition, Paris, Hachette, 1893.
- L'Épiscopat français de 1802 à 1905, 1907.
- L'Intermédiaire des chercheurs et curieux, Paris, Benj. Duprat, volume 98, 1935, p. 79.
- Bibliothèque nationale de France, Catalogue général.
- « Duval (Jean-Baptiste-Théodore) », in Comte de Saint-Saud  (Jean-Marie de Saint-Saud), Armorial des prélats français du XIXe siècle, Paris, H. Daragon, 1906, 415 pages, illustré, 28 cm ; pages 171 et 172.